# Liste d'États croupions
Cet article dresse une liste non exhaustive d'États croupions.
| État prédécesseur                               | État croupion                      | Période                        |
| ----------------------------------------------- | ---------------------------------- | ------------------------------ |
| Empire romain d'Occident                        | Royaume de Soissons,               | 461–486                        |
| Royaume des Maures et des Romains               | Royaume du Ouarsenis               | 430 – 535                      |
| Royaume des Maures et des Romains               | Royaume d'Altava                   | 578–708                        |
| Royaume wisigoth                                | Royaume des Asturies               | 718–910                        |
| Empire seldjoukide                              | Sultanat de Roum                   | 1077–1307                      |
| Dynastie Song                                   | Song du Sud                        | 1127–1279                      |
| Empire romain d'Orient                          | Empire de Nicée                    | 1204–1261                      |
| Empire romain d'Orient                          | Empire de Trébizonde               | 1204–1461                      |
| Empire romain d'Orient                          | Despotat d'Épire                   | 1204–1479                      |
| Dynastie Yuan                                   | Dynastie Yuan du Nord              | 1271–1368                      |
| Empire de Trébizonde                            | Principauté de Théodoros           | Début du XIVe siècle – 1475    |
| Second Empire bulgare                           | Despotat de Lovech (en)            | 1330–1446                      |
| Royaume de Navarre                              | Basse-Navarre                      | 1512–1589                      |
| Empire inca                                     | État néoinca de Vilcabamba         | 1537–1572                      |
| Empire du Djolof                                | Royaume du Djolof                  | 1549 - XIXe siècle             |
| Dynastie Ming                                   | Dynastie des Ming du Sud           | 1644–1662                      |
| Duché de Varsovie                               | Ville libre de Cracovie            | 1815–1846                      |
| Duché de Luxembourg                             | Luxembourg                         | 1839 – maintenant              |
| États pontificaux                               | Vatican,                           | 1870 – maintenant              |
| Tchécoslovaquie                                 | Protectorat de Bohême-Moravie      | 16 mars 1939 – 9 mai 1945      |
| République de Chine                             | République de Chine (Taïwan)       | 1949 – maintenant              |
| République fédérative socialiste de Yougoslavie | République fédérale de Yougoslavie | 27 avril 1992 – 4 février 2003 |
| République islamique d'Afghanistan              | Résistance du Panchir              | 21 août 2021– maintenant       |